# 明石照子
明石 照子（あかし てるこ、本名:松見 孝子(まつみ たかこ)、旧姓：村上、1929年2月25日 - 1985年12月31日）は、日本の女優で、元宝塚歌劇団雪組男役トップスター。
愛称はテーリー。兵庫県神戸市出身。出身校は大阪桜蘭女学校、宝塚歌劇団時代の公称身長162センチ。

## 略歴
- 1941年宝塚歌劇団に入団。宝塚入団時の成績は10人中1位[2]。当時は戦時下で、1944年に宝塚歌劇も活動休止になったこともあり、終戦までは勤労動員として工場で勤務していた。
- 終戦後、1946年に初舞台を踏む。宝塚歌劇団31期生。同期には三鷹恵子、千代薫らがいる。
  - 宝塚歌劇団時代は二枚目男役スターして新珠三千代、淀かほる、寿美花代らとともに昭和30年代のタカラヅカの隆盛時代を築いた。相手役は新珠や浜木綿子、加茂さくら、初風諄が務めることが多かった。
- 1962年、『火の島』で芸術祭賞、テアトロン賞を受賞し、同年の7月30日[2]、結婚のため退団した。最終出演公演の演目は星組・東京宝塚劇場公演『メイド・イン・ニッポン[2]』である。
- 退団後は東宝芸能部に所属し、女優として演劇舞台を中心に活動していた。
- 1985年12月31日、56歳で死去。
- 2014年、宝塚歌劇の殿堂に最初の100人のひとりとして殿堂入り。

## 宝塚歌劇団時代の主な舞台
- 『幸福の王子』『浮かれ地蔵』（雪組公演）（1951年7月1日〜7月30日、宝塚大劇場）
- 『シェヘラザード』『花の風土記』（雪組公演）（1951年11月1日〜11月29日、宝塚大劇場）
- 『シャンソン・ド・パリ』（雪組公演）（1952年6月1日〜6月29日、宝塚大劇場）
- 『ジャワの踊り子（プナリイ・ムラティ）』（雪組公演）(1952年10月1日〜10月30日、宝塚大劇場）
- 『蝶々さん三代記』（雪組公演）（1953年3月1日〜3月30日、宝塚大劇場）
- 『ひめゆりの塔』（雪組公演）（1953年7月1日〜7月30日、宝塚大劇場）
- 『アラゴンの角笛』『三つのバラード』『われら愛す』（雪組公演）（1953年11月1日〜11月30日、宝塚大劇場）
- 『勧進帳』『人間萬歳』（雪組公演）（1954年1月1日〜1月31日、宝塚大劇場）
- 『女郎蜘蛛』『春の踊り（宝塚物語）』（雪組公演）（1954年5月1日〜5月30日、宝塚大劇場）
- 『ラヴ・パレード』（雪組公演）（1954年9月1日〜9月29日、宝塚大劇場）
- 『日本の祭りと民謡』『土蜘』『フォスター物語』（雪組公演）（1955年2月2日〜2月27日、宝塚大劇場）
- 『ブルー・ハワイ』『四つの花物語』（雪組公演）（1955年6月2日〜6月29日、宝塚大劇場）
- 『出雲の阿國』『ボンジュール・パリ』（雪組公演）（1955年10月1日〜10月30日、宝塚大劇場）
- 『雪と薔薇』『オテナの塔』（雪組公演）（1956年2月1日〜2月27日、宝塚大劇場）
- 『緑のハイデルベルヒ』『かっぱの姫君』（雪組公演）（1956年5月1日〜5月30日、宝塚大劇場）
- 『ペロー博士の贈物』『浦島もの狂い』『夜霧の女』（雪組公演）（1956年10月2日〜10月30日、宝塚大劇場）
- 『天使と山賊』（花組公演）（1956年11月1日〜11月29日、宝塚大劇場）
- 『宝塚踊り絵巻』『メリー・ウイドウ』（花組公演）（1957年1月1日〜1月29日、宝塚大劇場）
- 『ブーケ・ド・パリ』（星組公演）（1957年2月1日〜2月26日、宝塚大劇場）
- 『秋の踊り（三都アルバム）』（月組）（1957年10月1日〜10月30日、宝塚大劇場）
- 『年忘れ狸御殿』『花姿宝塚踊り』（全組合同）（1957年12月1日〜12月25日、梅田コマ劇場）
- 『第六の地球』『白夜に帰る』（雪組公演）（1958年3月1日〜3月24日、宝塚大劇場）
- 『鯨』『花の饗宴』（雪組公演）（1958年8月1日〜8月31日、宝塚大劇場）
- 『秋の踊り（日本の旋律）』『戯れに恋はすまじ』（雪組公演）（1958年11月1日〜11月30日、宝塚大劇場）
- 『恋文太平記』『カレンダー・ガールズ』（花・月・雪合同）（1958年12月2日〜12月26日、宝塚大劇場）
- 『花田植』『ラブリー・ロマンス』（雪組公演）（1959年3月1日〜3月24日、宝塚大劇場）
- 『黒あざ姫と炭焼』『シャンソン・ダムール』（星組公演）（1959年5月1日〜5月31日、宝塚大劇場）
- 『アルプスへの招待』（花組公演）（1959年6月2日〜6月29日、宝塚大劇場）
- 『芦刈』『アモーレ（愛）』（星組公演）（1959年10月1日〜10月30日、宝塚大劇場）
- 『ウイ・ウイ・パリ』（月組公演）（1960年1月1日〜1月31日、宝塚大劇場）
- 『扇』『燃える氷河』（雪組公演）（1960年5月1日〜5月30日、宝塚大劇場）
- 『新・竹取物語』『カルメン・カリビア』（雪組公演）（1960年9月2日〜9月29日、宝塚大劇場）
- 『華麗なる千拍子』（星組公演）（1961年1月1日〜1月31日、宝塚大劇場）
- 『残雪』『華麗なる千拍子』（雪組公演）（1961年2月3日〜2月26日、宝塚大劇場）
- 『ブンガムラティ』『美しく花の如く』（雪組公演）（1961年6月2日〜6月29日、宝塚大劇場）
- 『火の島』『砂漠に消える-アルジェリアの男-』（雪組公演）（1961年8月1日〜8月31日、宝塚大劇場）
- 『火の島』『絢爛たる休日』宝塚・退団公演（雪組公演）（1962年1月1日〜1月31日、宝塚大劇場）